# رینهم، نورفک
رینهم (به انگلیسی: Raynham) یک روستا و محله مدنی در بریتانیا است که در North Norfolk واقع شده‌است. رینهم ۱۶٫۷۵ کیلومتر مربع مساحت و ۳۳۰ نفر جمعیت دارد.